# Osséja
Osséja (în catalană Osseja) este o comună în departamentul Pyrénées-Orientales din sudul Franței. În 2009 avea o populație de 1.472 de locuitori.

## Evoluția populației
| An        | 1975  | 1982  | 1990  | 1999  | 2006  | 2009  |
| --------- | ----- | ----- | ----- | ----- | ----- | ----- |
| Populație | 1.134 | 1.279 | 1.274 | 1.282 | 1.467 | 1.472 |